# Lancel (azienda)
Lancel è un marchio francese di pelletteria di lusso, fondata a Parigi nel 1876 da Angèle e Alphonse Lancel e sviluppata dal figlio Albert.
Rimase nelle mani dei discendenti della coppia fino a quando fu acquisita alla fine degli anni '70 dai fratelli Zorbibe, che poi lanciarono la famosa borsa Elsa a forma di secchiello sotto l'amministratore delegato Sidney Toledano, ora amministratore delegato di LVMH Fashion Group.
L'azienda ha sede a Parigi, dove possiede un negozio di riferimento in Place de l'Opera 8, con oltre 80 boutique in tutto il mondo.

## Storia

### Fondazione

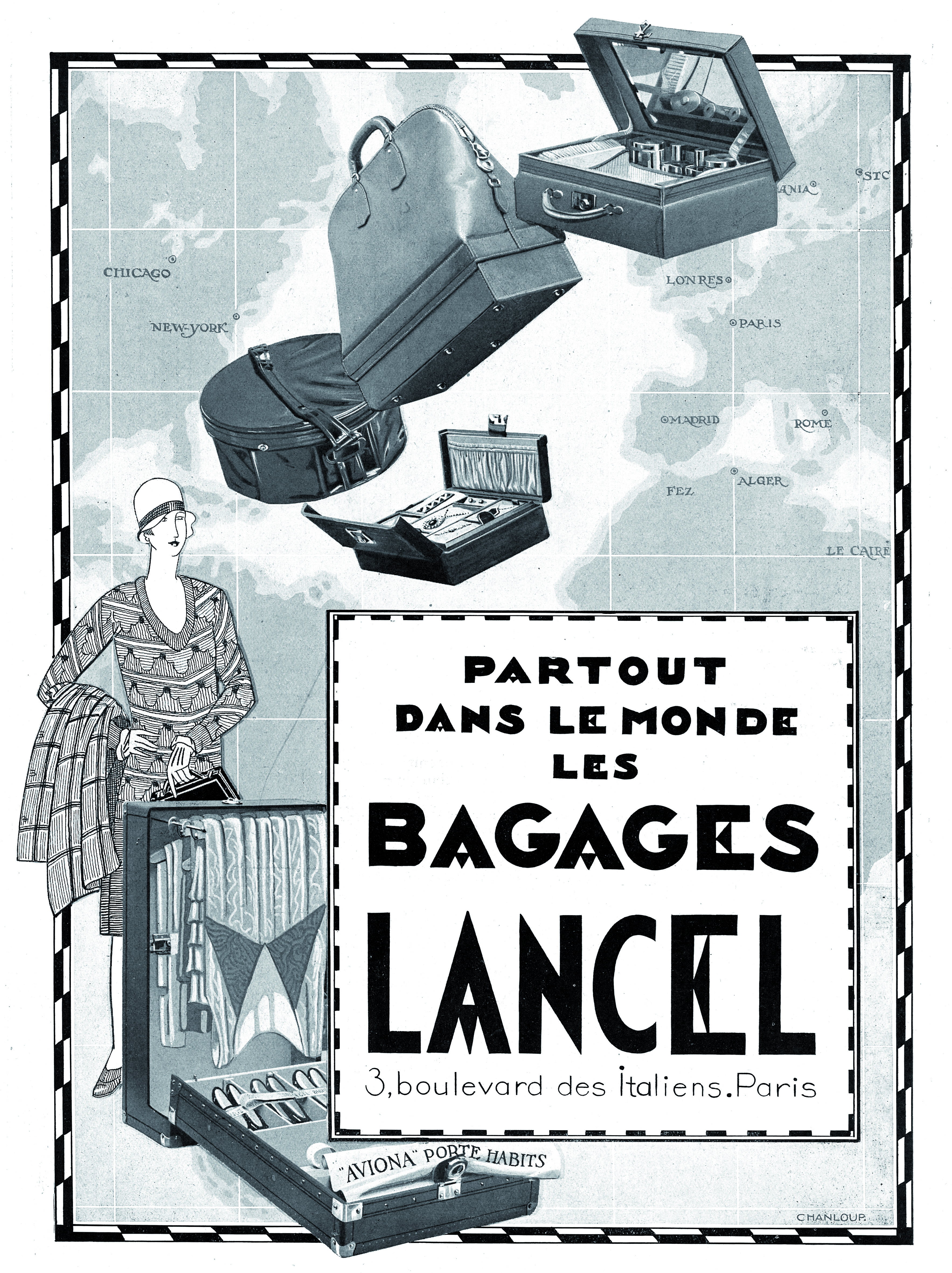

Lancel è stata fondata da Angèle e suo marito Alphonse Lancel nel 1876, a Parigi, Francia.
Angèle e Alphonse fabbricavano e vendevano pipe e accessori per fumatori in un piccolo negozio a Parigi.
Alla fine del 1880, le sigarette divennero popolari in Francia, soprattutto tra le donne. Lancel ha dunque sviluppato una gamma di prodotti per donne fumatrici come i portasigarette.

### Borsette
Dal 1883 l'azienda produce pelletteria. Lancel aprì un laboratorio di pelletteria e iniziò a realizzare borse in linea con la domanda. Angèle Lancel disegnò delle borse per tenere in ordine gli articoli da fumo.
Nel 1900, Angèle disegna "le sac à malices" (borsa dei trucchi), una borsa con tasche nascoste. Lancel lancia poi la sua prima collezione di borse nel 1902. L'azienda si espanse rapidamente e produsse articoli da regalo, gioielli, orologi e oggetti decorativi. I prodotti potevano essere realizzati sia dai fondatori che da artigiani a cui si affidavano.
Pochi anni dopo il suo lancio, Lancel sviluppò una rete di punti vendita. Nel 1900 il marchio registrò circa 10 boutique.

### Sviluppo
Il loro figlio Albert prese le redini dell'azienda nel 1901 e trasformò la modesta azienda in un marchio globale. Ha subito messo la borsetta al centro della strategia di business. Suggerì di utilizzare pellami pregiati tra cui lucertola e pelle di vitello. Albert ha anche suggerito di aggiungere tasche e altre caratteristiche. Nel 1929 disegnò il Parapluie, che conteneva uno specchio, una trousse per il trucco e un ombrello pieghevole.
Il 1927 fu un anno di svolta per l'azienda. Il marchio lanciò una borsa a secchiello di forma flessibile.
Negli anni '20, l'azienda si specializzò anche nella produzione di valigie da turismo.
Albert Lancel ha poi depositato un brevetto per il "Bambino", la radio portatile più piccola al mondo, e per il baule "Aviona". L'azienda diventò un marchio di pelletteria e accessori di lusso a Parigi.
Negli anni '20, Lancel è stato il primo marchio di lusso a inviare un catalogo ai suoi clienti.
Nel 1929 Lancel aprì un flagship store di borse e accessori nel quartiere dell'Opera, dove il marchio è presente ancora oggi.

### Dopo la seconda guerra mondiale
Lancel fu uno dei primi tre marchi di pelletteria di lusso in Europa dagli anni '30 agli anni '90.
Lancel lanciò una collezione di valigie negli anni '50 e utilizzò la tela di nylon per produrre valigie flessibili. Lancel ha disegnato la valigia "Kangourou" con Nélac, uno specifico filo di nylon realizzato appositamente per il brand. La "Kangourou" è stata la prima valigia realizzata con una tela leggera ed elastica.
Quando Albert Lancel morì nel 1960, le sue figlie presero le redini dell'azienda. I fratelli Zorbibe, che erano subappaltatori, unirono le forze e alla fine acquistarono Lancel nel 1976 per ampliare l'espansione aziendale.
Nel 1982, Lancel lancia una collezione sportiva utilizzando la tela di nylon che ricorda la valigia "Kangourou" disegnata 30 anni prima.
Per celebrare il suo 60º anniversario, Lancel ha rilanciato la borsa a secchiello nel 1987 con il nome "Elsa de Lancel". 6 milioni di pezzi sono stati venduti in tutto il mondo in 10 anni.

### Artisti che fecero pubblicità al marchio
Fin dall'inizio, Lancel stabilì legami con artisti parigini: Arletty, Mistinguett, Edith Piaf, Maurice Chevalier, Bourvil, Josephine Baker.
Le attrici indossavano borse Lancel nei film. Successivamente, artisti famosi hanno collaborato con il marchio e disegnato borse.
Nel 1970 Salvador Dalí disegnò la borsa "Le Dali" per sua moglie e musa Gala, con l'aiuto degli artigiani di Lancel. Ha creato La Toile Daligram. La borsa faceva riferimento al suo alfabeto d'amore, "Daligramme", composto da otto crittogrammi. La borsa aveva una tracolla a catena di bicicletta come simbolo di attaccamento tra due persone che andavano nella stessa direzione e altri simboli.
Questa tela è stata reinterpretata nel 2011 nella collezione "Daligramme", una serie di 50 pezzi di borse, borsette, portafogli e altri accessori che rendevano omaggio all'artista spagnolo.
Negli anni '80, Lancel ha preso una nuova direzione associando volti alle sue collezioni, tra cui le top model Carla Bruni e Renée Simonsen, catturate attraverso l'obiettivo del fotografo Patrick Demarchelier.
Nel 2008 Isabelle Adjani, attrice francese e musa del marchio, ha unito le forze per creare una linea di borse.

### Anni 2000

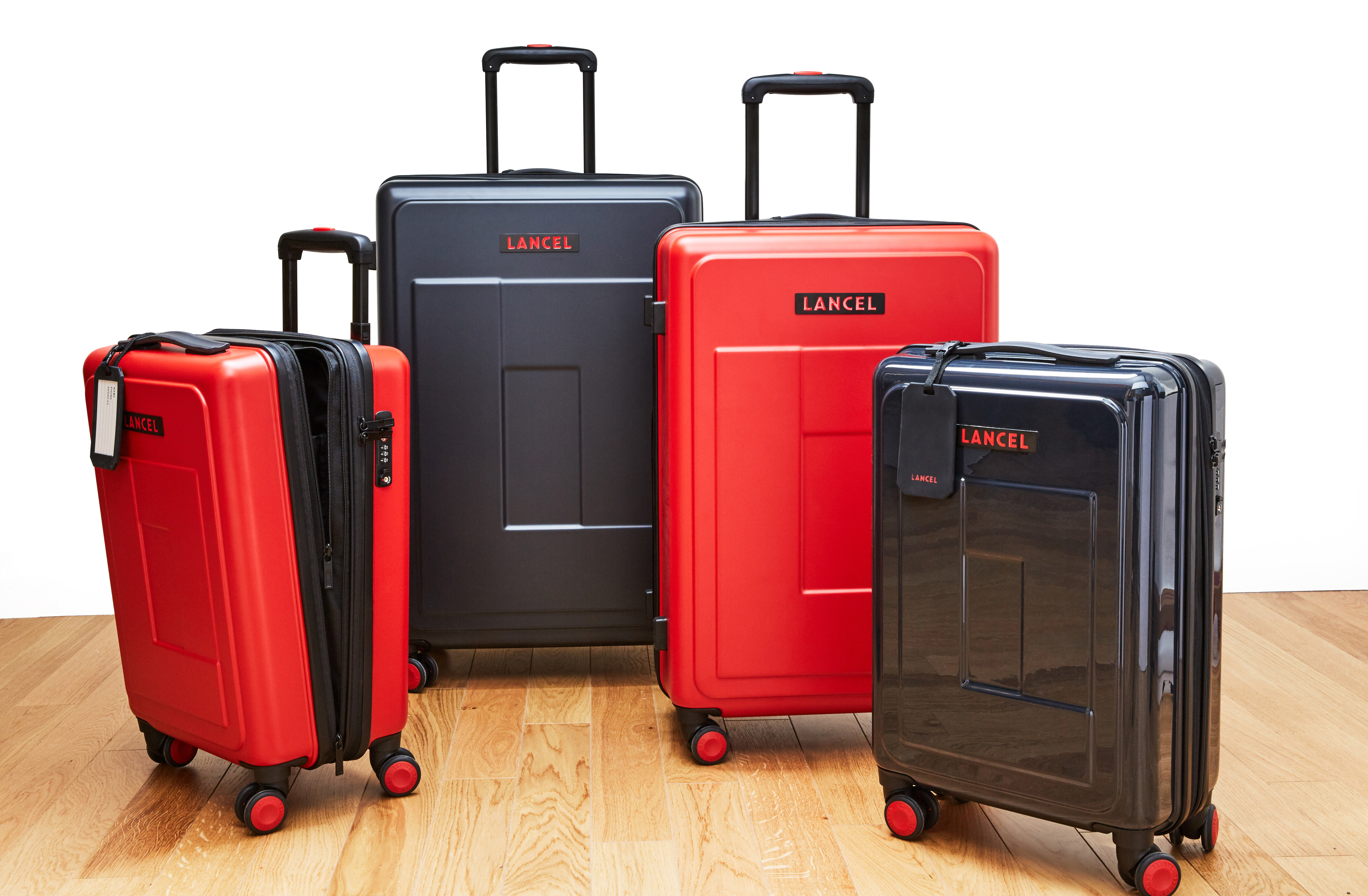
Collezione Aviona

Negli anni 2000, Lancel ha continuato la sua espansione con il lancio di diverse collezioni.
Nel 2006 Lancel ha rilanciato la borsa a secchiello "Elsa" per celebrare il suo 20º anniversario. Nello stesso anno, la società ha progettato "Premier Flirt", che è diventato un altro successo.
Lancel ha lanciato varie borse firmate che includevano "Premier Flirt", "Adjani", "Daligramme", "L'Amante" e "Brigitte Bardot".
All'inizio, Lancel si è ramificato per soddisfare una clientela maschile. Nel 2015, la bandiera tricolore nazionale francese è stata stampata sulla collezione di weekender e borse da viaggio.
Nel 2011, Lancel ha celebrato il suo 135º anniversario. Lancel ha lanciato per l'occasione la borsa "Angèle", che presentava specchietti nascosti.
Nel 2013, Lancel ha creato la borsa "L", ispirata a una borsa degli anni '70 trovata negli archivi dell'azienda. Un anno dopo, il marchio ha prodotto la "Charlie", riferendosi a una borsa venduta negli anni '60. Nella collezione uomo 2015, le cartelle ricordavano gli uomini d'affari di alta classe degli anni '30 e '40.
Nel 2015, Lancel ha lanciato una nuova linea di borse da viaggio chiamata "Pop", prodotta in Francia. Grazie alla sua morbida pelle, questa collezione era leggera e flessibile.
Lancel ha rilanciato la sua gamma di valigie nel 2016 con i suoi prodotti "Explorer" e con "Aviona" nel 2017.
Nel 2016, Lancel ha organizzato vari eventi per celebrare i suoi 140 anni di storia: una mostra itinerante e un libro con Flammarion in cui diversi artisti sono stati invitati a una carta bianca. Marjane Satrapi, Martin Parr, Omar Victor Diopp, per citarne alcuni.
Nel 2018, a seguito dell'acquisizione da parte del Gruppo Piquadro, Lancel rilancia la "Premier Flirt" e lancia la borsa "Ninon", diventata il suo best seller e ora proposta in nuovi colori e varianti ad ogni stagione.

## Economia
Nel 1997, la società svizzera Richemont, il terzo gruppo di lusso al mondo che possiede Cartier, Van Cleef & Arpels, Piaget e Montblanc, ha acquisito Lancel per 270 milioni di euro (375 milioni di dollari). e, nel 2018, l'ha venduta all'azienda italiana Piquadro Group, specializzata in pelletteria e proprietaria dell'heritage brand fiorentino The Bridge e del marchio di viaggio tech-design e accessori business Piquadro.

## Produzione
Schizzi e prototipi sono progettati nell'Atelier parigino di Lancel. Abili maestranze realizzano prototipi disegnati dalla direttrice artistica Barbara Fusillo, che prende ispirazione per le sue creazioni dal vasto archivio di Lancel di centinaia di borse risalenti alla Belle Epoque. Forme, colori, cuciture vengono decise a Parigi, mentre la produzione è interamente realizzata in Italia.
Ogni borsa è realizzata a mano: per una borsa da donna occorrono dai 20 ai 100 pezzi. Ci vogliono 3 mesi per sviluppare un modello nell'Atelier Lancel di Parigi.
Per realizzare una borsa da donna sono necessari da 1 a 2 metri quadrati di materiale grezzo.